# Пермский зоопарк
Пермский зоопарк — один из старейших зоопарков России. Был основан в 1933 году. В его коллекции представлены более 299 видов животных, численность живых экземпляров составляет более 3 тыс. особей (на 2023 год). Из них 182 вида занесены в Международную Красную книгу, Красную книгу РФ, Красную книгу Среднего Урала. Ежегодно зоопарк посещает не менее 300 тыс. человек.
Зоопарк участвует в программах охраны природы: разводит редких и исчезающих животных и предоставляет их потомство другим зоопаркам, а также проводит экологическое воспитание граждан с помощью экскурсий.
Полное наименование: государственное краевое автономное учреждение культуры «Пермский зоопарк».

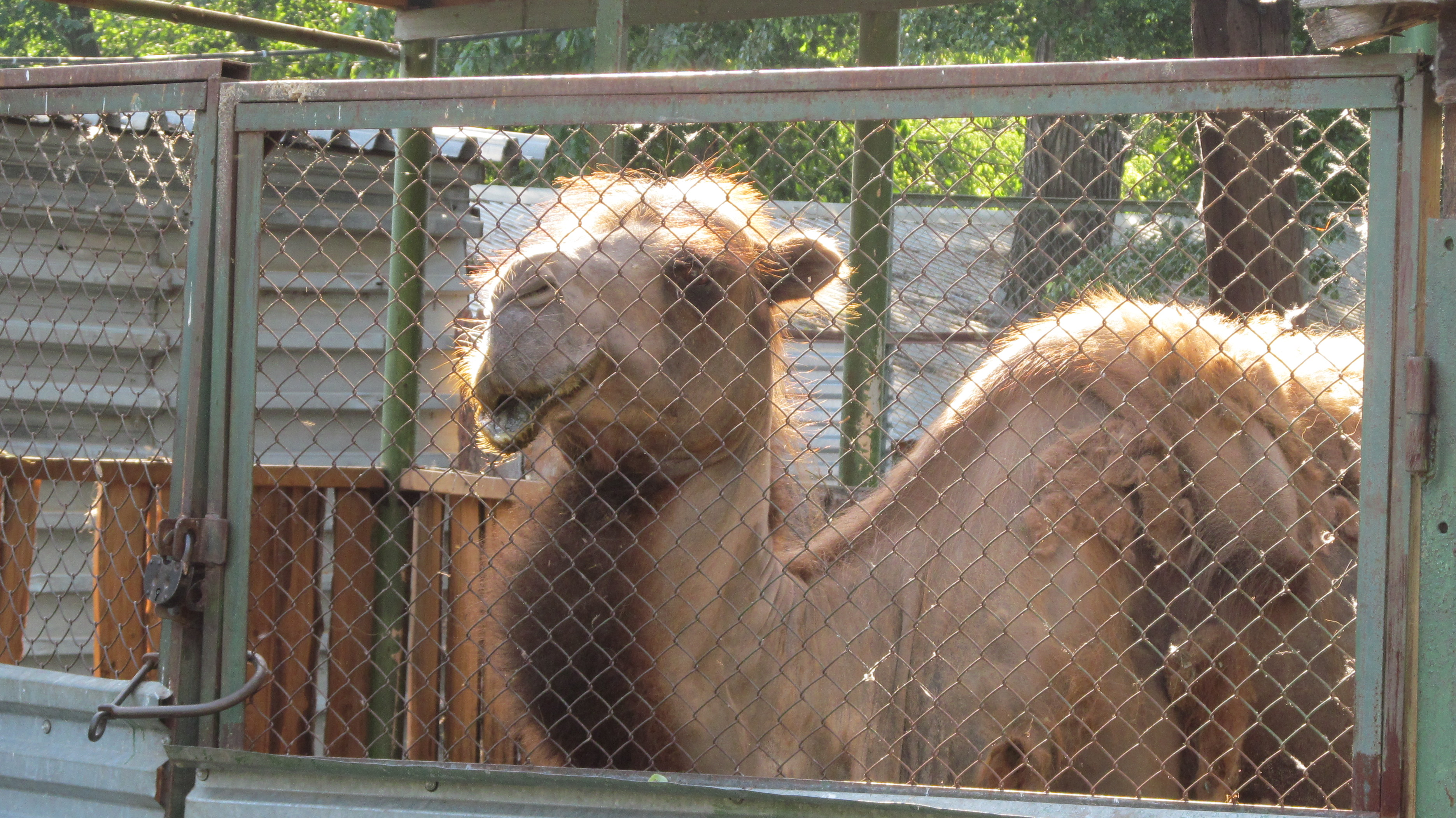
Верблюд в Пермском зоопарке

## История
Пермский зоопарк был официально создан 1 августа 1933 г., но его история началась ещё в 1922 г. и была связана с Пермским областным краеведческим музеем. С 1922 г. при музее работал «Уголок живой природы», участие в организации которого приняли известные ученые-краеведы Ф. Н. Панаев, С. Л. Ушков и А. С. Лебедев. В «живом уголке» первыми живыми экспонатами стали бурая медведица Машка, пять лисят, два лосёнка, две косули, три филина, гнездо мохноногих сычей, подорлик и куропатка. В дальнейшем в музей продолжали поступать новые животные.
«Уголок живой природы» в дальнейшем переехал в конюшню на усадьбе музея, чтобы показывать животных посетителям за плату. Он официально открылся для посещений 27 марта 1927, и за первые три дня его посетители 727 человек. «Уголок» переименовали в зоосад при музее, а к 1 января 1929 г. его коллекция возросла до 384 голов. Каждый месяц зоосад посещало более шести тысяч человек. Штат зоосада состоял из директора и семи человек персонала, который проводил экскурсии, убирал в клетках, реализовывал билеты и продавал булочки для посетителей. Зоопарк не мог похвастаться нормальными условиями содержания животных, нормы кормления были составлены неправильно, вследствие чего животные часто гибли. В частности, в 1928 г. поступило 378 экземпляров голов животных, из которых 189, а 28 было похищено. Также была повальная смертность и приплода.
С ростом количества животных их содержание начинало требовать увеличения финансирования и более подходящих помещений, чего музей не мог себе позволить. К тому же в 1928 г. в музее сменился директор. Новый руководитель музея предложил отделить зоосада от музея и о выделить для его нужд больших площадей. В январе 1931 г. был рассмотрен первый проект переезда зоосада на новое место — на территорию магометанского и военного кладбища на реке Ягошихе. Но поскольку пришлось бы затратить значительные суммы на освоение малопригодной территории и на транспортировку животных, то проект был отклонён. 22 апреля 1931 года Президиум Пермского Городского Совета РК и КД постановил
…закрепить в постоянное пользование и владение музея усадьбу со зданиями бывшей художественной галереи (Архиерейский дом) и бывшего собора (Спасо-Преображенский кафедральный собор) и со всеми другими находящимися на ней постройками и закрытым бывшим архиерейским кладбищем
Туда вместе с музеем переехал и зоосад; надгробия были снесены, включая могилы Любимова, Вериго, Генкеля, ряда других известных пермяков.
1 августа 1933 года зоосад стал самостоятельной организацией. Вначале у зоопарка были большие затруднения, в частности, с кормами для животных, насчитывавших более 500 экземпляров, но он уже приобрёл популярность. В 1937 году зоосад получил территорию смежного сада «Металлист», и его площадь увеличилась до 1,6 га.
Во время Великой Отечественной войны зоосад работал чаще всего в летнем здании зверинца на колхозном рынке, а юных натуралистов более не привлекали. В мае 1942 года зоосаду предоставили 2 га земли у поселка Н. Плоский для организации подсобного хозяйства, поскольку ситуация с кормами стала катастрофичной. После войны передвижная зоовыставка зоосада гастролировала по городам, побывав в Ульяновске, Уфе, Куйбышеве, Ярославле, Челябинске, Горьком, Барнауле. Зоопарк обзавёлся новыми строениями: вольерами для хищных птиц, хищных животных, фазанятником, копытным рядом, павильоном для обезьян и теплолюбивых хищников. С начала 1950-х годов в зоосаде снова начали работать юные натуралисты. В 1961 г. штат зоопарка вырос до 70 человек, в нём начал работать вольер для медведей и павильон для птиц. В таком виде зоопарк проработал более 20 лет.
В 1967 году впервые приступили к переносу зоопарка на новое место, для этого в Балатовском лесопарке была выделена территория в 30 га. После чего были построены центральные входные ворота. Но из-за недостатка финансирования проект был остановлен.
На рубеже 1980—2000-х гг. зоопарк подвергся существенным изменениям: был перестроен Слоновник, реконструирован Копытный ряд, построены Журавлятник-Страусятник, Рысятник, Львятник,Пушной ряд, «Летний» птичий ряд, «Птичья аллейка». Были осуществлены ремонт и перепланировка Павильона экзотических птиц, восстановление и реконструкция Обезьянника после пожара, реконструкция старого здания под «Акватеррариум». Территория зоопарка выросла до 1,91 га. В 1986 г. была создана секция холоднокровных животных.
В 2001 г. Пермский зоологический сад стал называться Пермским зоопарком.
С середины 2000-х годов возобновилось планирование переезда зоопарка на новое место. За это время сменилось три городских губернатора, место и время переноса многократно менялось и откладывалось, проводились множественные собрания, однако дело так и не сдвинулось с мёртвой точки. После многих лет обсуждений и переносов мест под строительство нового зоопарка в Перми его начали возводить в микрорайоне Нагорном в начале 2017 года. Строить зверинец в квартале, ограниченном улицами Леонова, Свиязева и Карпинского, доверили ОАО «РЖДстрой». Стоимость госконтракта превысила 1,8 миллиарда рублей. Подрядчик должен был возвести объект к марту 2018 года, но сроки постоянно переносятся.
Летом 2019 года власти Прикамья уточнили сроки ввода в эксплуатацию зоопарка в микрорайоне Нагорный. Планировалось, что это произойдет в 2021 году. В ранее утвержденном перечне завершение объекта было намечено на 2020 год. Корректировка даты связана с нарушением срока разработки подрядчиком проектно-сметной документации на строительство второй очереди. 
В начале 2020 года губернатор Максим Решетников внес в Законодательное собрание Пермского края проект изменений в перечень объектов капитального строительства. Одна из поправок касалась нового зоопарка в микрорайоне Нагорном. Срок завершения строительства объекта предлагается перенести на 2022 год в связи с корректировкой проектно-сметной документации. Весной 2022 года строительство нового зоопарка было возобновлено, при этом потребовалось снести 17 ранее построенных строений в связи с плохим качеством возведения. Перевозка первой партии животных из зоопарка на улице Монастырской была запланирована на октябрь 2022 года. Однако и эти сроки были сорваны.

## Экспозиции
- «Пушной ряд»
- Летние вольеры белок, зайцев и даманов
- «Детский дворик»
- «Оленья горка»
- Павильон экзотических животных
- Выставка грызунов
- «Ночной мир»
- Барсятник
- Вольер колобусов
- Обезьянник
- Львятник
- Медвежатник
- «Птичья аллейка»
- Волчатник
- Конюшня
- «Копытный ряд»
- Вольер верблюда
- Рысятник
- «Летний птичий ряд»
- Зимнее помещение цесарок, кур и венценосных журавлей
- «Птичий ряд»
- Вольер выдр
- «Журавлятник-Страусятник»
- Павильон экзотических птиц
- Вольер попугаев
- Вольер дикобраза
- Акватеррариум